# Niecenia
Niecenia [pronunciación en polaco: /ɲɛˈt͡sɛɲa/] es un pueblo ubicado en el distrito administrativo de Gmina Sędziejowice, dentro del Distrito de Łask, Voivodato de Łódź, en Polonia central. Se encuentra aproximadamente a 6 kilómetros al noreste de Sędziejowice, a 6 kilómetros al suroeste de Łask, y a 38 kilómetros al suroeste de la capital regional Łódź.